# كانكالي
الكانكالي هو مجتمع مسلم يوجد في ولاية أوتار براديش في الهند. ويعرفون أيضًا باسمكانكال ومانغتا. يجب عدم الخلط بينهم وبين قبيلة كانكالي، البدو الرحل في آسيا الوسطى.

## الأصل
يقال أن كلمة كانكالي مشتقة من الكلمة الهندية كانغال، التي تعني الفقير. يقال سبب تسميتهم بالكنكالي أمتهان المجتمع في السابق التسول. يتواجدون بشكل رئيسي في مقاطعات منطقة باهرايش، منطقة باسطي، منطقة جوراخبور ومنطقة جوندا. يتحدثون لغة أودهي فيما بينهم والهندية مع الغرباء.